# Капорейко, Олег Петрович
Оле́г Петро́вич Капоре́йко (24 августа 1940, Красноуральск, Свердловская область — 15 ноября 2014, Екатеринбург) — советский и российский писатель-натуралист, публицист, путешественник, фотожурналист, автор пьес для детского театра. Член Союза журналистов России. Лауреат премии имени П. П. Бажова (2005).

## Биография
Родился в 1940 году в городе Красноуральске.
В возрасте 9 лет с семьёй переехал в Дегтярск. Ещё в детстве от отца-охотника перенял навыки лесовика. Окончил Свердловский строительно-монтажный техникум (1957). Занимался спортом, являлся чемпионом Свердловска в метании диска. Преподавал физкультуру. Много путешествовал.
Живя в Екатеринбурге, работал в газетах «Свердловский строитель», «За победу!», «На смену!», «Вечерний Свердловск», «Уральский рабочий», в журнале «Уральский следопыт». С 1992 года по 2010-й — ответственный секретарь, заместитель главного редактора журнала «Урал».
Умер 15 ноября 2014 года. Похоронен в Дегтярске.

### Творчество
В журналистику Олег Капорейко пришёл через фотографии. Объездил и прошагал пешком Урал, Ямал и Чукотку, проплыл на корабле от Мурманска до Владивостока. Был с экспедициями в Северном Казахстане, на Дальнем Востоке, бродил пешим ходом вокруг Байкала, в Восточных Саянах, в разных уголках Сибири. Драматург и театральный режиссёр Николай Коляда называл О. Капорейко — «Дерсу Узала из Дегтярска».
Олег Капорейко — автор книг и статей, посвящённых животному и растительному миру Урала и Дальнего Востока. Печатался в центральных газетах «Правда», «Известия», в областной периодике. Являлся одной из самых авторитетных фигур экологического движения в Свердловской области. Венцом литературно-натуралистических опытов Олега Капорейко стала книга «Лесная тетрадь», за которую он удостоен Бажовской премии.
Олег Петрович Капорейко — автор пьес-сказок для детского театра. Являлся соучредителем НП «Коляда-театр».

### Признание
- Премия Свердловской областной организации Союза журналистов СССР за серию публикаций ("Моя жизнь среди сов", "За Полярным кругом") в журнале «Уральский следопыт» (1982).
- Лауреат премии имени П. П. Бажова (2005).
- Номинант всероссийской премии «Заветная мечта».
- Лауреат премии Ханты-Мансийского национального округа в области экологии.

### Книги
- Капорейко О. Лесные встречи, Свердловск : Сред.-Урал. кн. изд-во, 1976. — 63 с.
- Капорейко О. Иду за рассветом, Свердловск : Сред.-Урал.кн. изд-во, 1981. — 111 с.
- Шурова Е. А., Мухин В. А., Капорейко О. П. Лето в лукошке : Всё о грибах и ягодах, Свердловск : Сред.-Урал. кн. изд-во, 1982. — 94 с.
- Капорейко О. Территория жизни: [о птицах тайги и тундры] — Свердловск : Средне-Уральское книжное издательство, 1987.
- Капорейко О. Грибы на столе: грибы белые, подосиновики, рыжики и др.: сбор и заготовка — Свердловск : Газета «Уральский рабочий», 1990.
- Всё из картошки: картофель отварной, жареный, тушеный, в салатах, винегретах и др. блюдах / Автор-сост. Капорейко О. П. — Свердловск : Уральский рабочий, 1991. — 224 с.
- Дары нашего леса / Сост. Капорейко О. П. — Екатеринбург: У-Фактория, 2000. — С. 274—275.
- Капорейко О. Справочник грибника и ягодника. Екатеринбург, 2001.
- Чуманов Александр, Кожевников Алексей, Иванов Герман, Капорейко Игорь и Олег. Малахитовая провинция (Арамиль, Полевской, Сысерть, Дегтярск): Культурно-исторические очерки. — Екатеринбург: ИД «Сократ», 2001. — С. 368. — ISBN 5-88664-056-8.
- Капорейко О. Лесная тетрадь, Екатеринбург: Уральск. изд-во, 2005.
- Капорейко О. Когда отдыхает солнышко? Екатеринбург, 2011.

### Отдельные публикации
- Земля просыпается. Из «Лесной тетради» // Урал 2000 № 8.
- Как это было // Урал 2000, № 11.
- О журнале «Урал», его жизни, страданиях // Урал 2003, № 1.
- Никоновское кресло // Урал 2003, № 12.
- Полигон, или Экология невежества // Урал 2004, № 8.
- Эта неугомонная страсть // Урал 2005, № 8.
- Птицы вы мои, тетерева! // Урал 2006 № 8.
- Размышления в преддверии весны // Урал 2007, № 3.
- Гончак, сын Флейты и Фагота // Урал 2007, № 8.
- Утренний звонок // Урал 2008, № 1.
- Розовая чайка // Урал 2008, № 8.
- Серая совушка // Урал 2009, №; 6.
- Глухариных вёсен календарь…// Урал 2009, № 8.
- Про Хозяина леса, увальня-силача Михайла Потапыча // Урал 2010, № 6.
- На своей земле // Урал 2010, № 8.